# 劳动者总联盟
劳动者总联盟（西班牙語：Unión General de Trabajadores，缩写为UGT）是西班牙的一个大型工会，成立于1888年，历史上曾隶属于西班牙工人社会党，两者有密切的历史渊源。

## 历史
19世纪末的巴塞罗那省是当时西班牙的主要工业区之一。1887年夏，一些劳动者工人团体提议召开全国性工人代表大会，建立一个统一的工会联盟，以最大限度提高工作效率，捍卫工人阶级利益，渡过当时经济危机难关。
1888年8月12日上午十点半，20多名工人代表在巴塞罗那工匠街29号召开会议，标志着劳动者总联盟的成立。在这些工人代表中，有11人来自巴塞罗那（包括安东尼奥·加西亚·克希多），5人来自曼雷萨，5人来自比克，3人来自马塔罗，1人来自卡尔德斯-德蒙布伊，1人来自塔拉戈纳，1人来自卡斯特利翁省。仅有2位加泰罗尼亚地区以外的代表：马德里印刷厂排字工人代表巴勃罗·伊格莱西亚斯·波塞（西班牙工人社会党创始人）和木匠代表胡安·塞尔纳。
会议一直持续到14日，最后由巴勃罗·伊格莱西亚斯提议将新工会组织命名为“西班牙劳动者总联盟”。大会选出了首任主席安东尼奥·加西亚·克希多和副主席萨尔瓦多·费雷尔。会议的成功召开，也对阿斯图里亚斯和巴斯克等地区产生了影响。1890年5月1日，第二届西班牙劳动者总联盟大会在巴塞罗那、马德里和毕尔巴鄂召开。在19世纪末，劳动者总联盟的成员数量已经超过26,000人。
在米格尔·普里莫·德里维拉独裁统治期间，劳动者总联盟虽然反对独裁，但仍与政府保持合作。它于1926年加入政府劳工部并受其管辖，以保证组织的合法性。其成员数量从1930年12月的277,011人到1931年12月的958,451人，再到1932年6月的1,041,539人。在1939年弗朗西斯科·佛朗哥独裁之前，社会主义的劳动者总联盟和无政府工团主义的全國勞工聯盟一直是西班牙工人运动的主导者。
在佛朗哥独裁期间，与西班牙工人社会党等左翼组织一样，劳动者总联盟被视为非法，大量成员代表流亡海外。佛朗哥的去世与民主转型的到来让劳动者总联盟再次复兴。如今，它与1976年成立的西班牙工人委员会（CCOO）和1989年成立的劳动总联合（CGT）一同被视为西班牙三大全国性工会。

## 理念
尊重思想自由，引导社会变革，弘扬社會正義、平等和团结精神，确保工人阶级利益。

## 图集

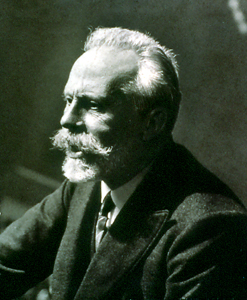
巴勃罗·伊格莱西亚斯
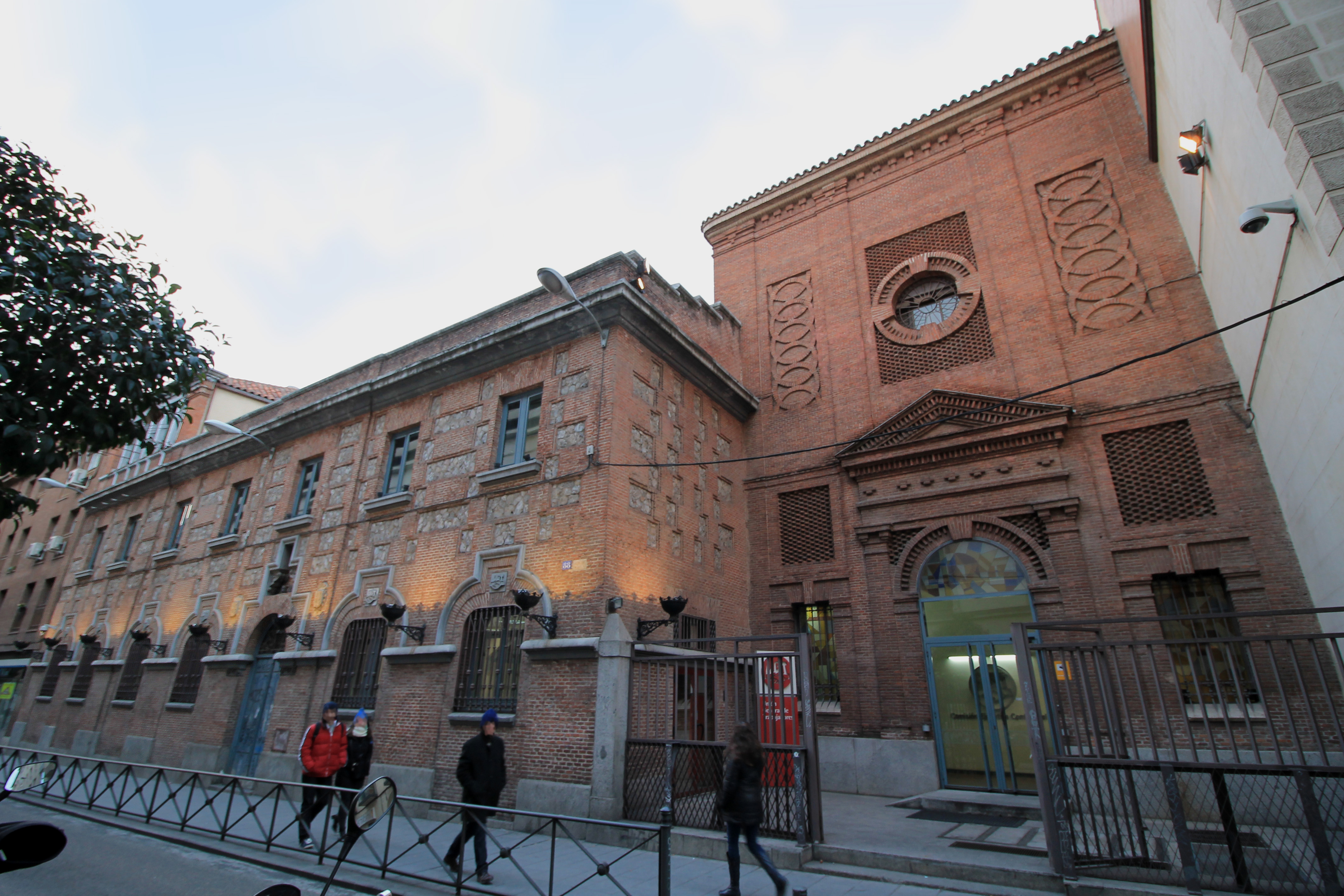
马德里总部
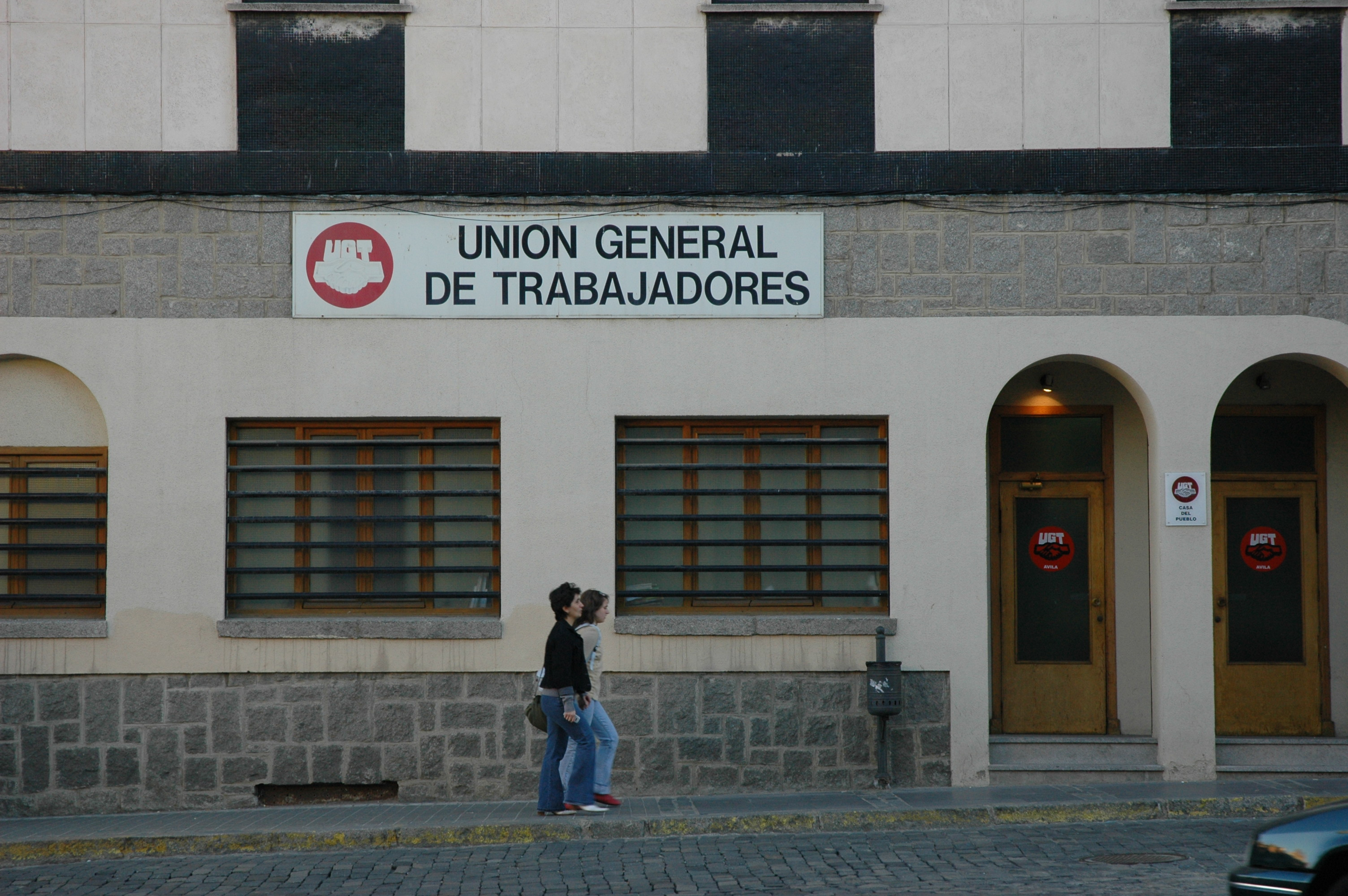
阿维拉地方支部
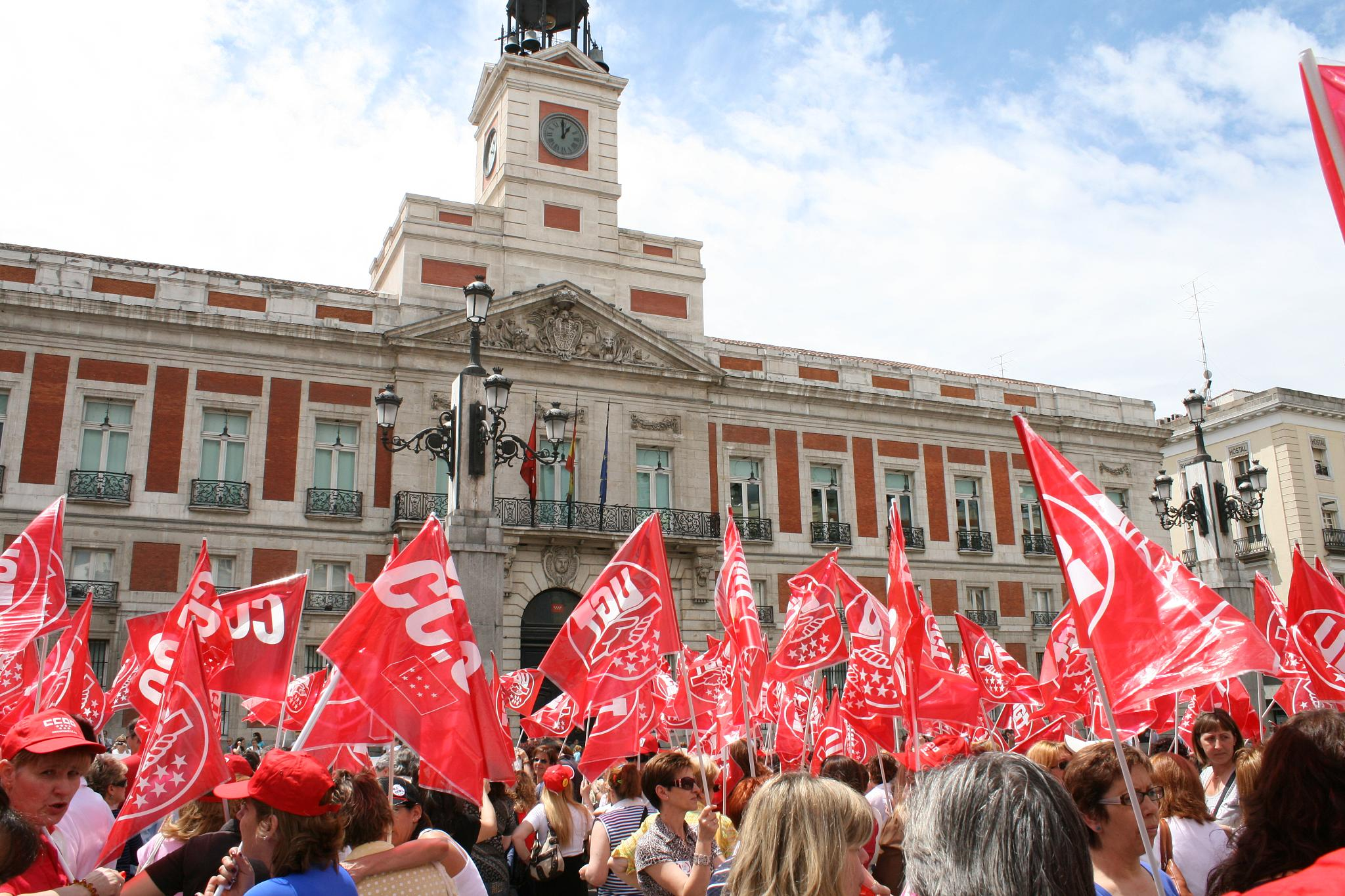
2008年，UGT在马德里太阳门广场举行示威活动
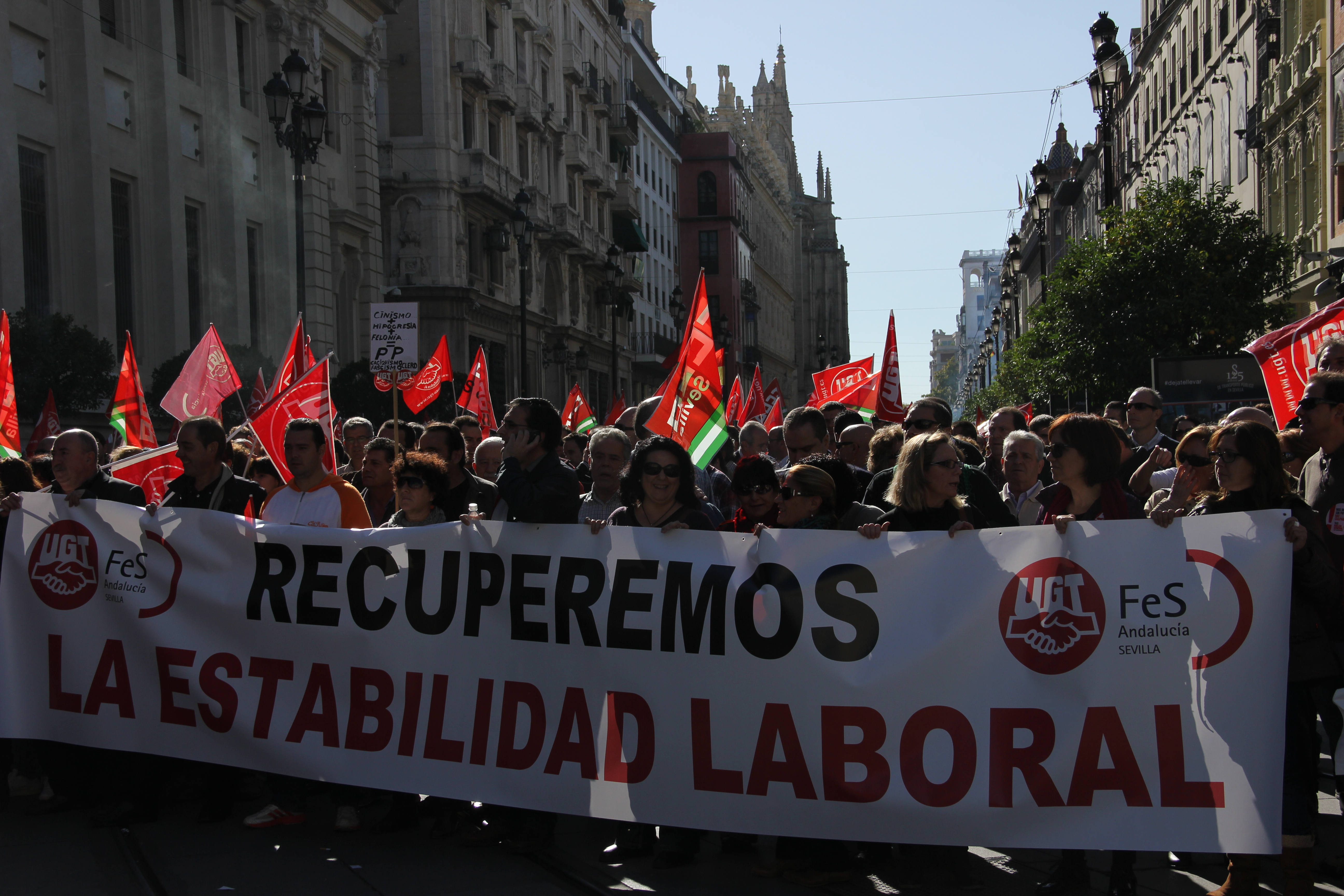
2012年塞维利亚总罢工